# Чарльз Текер
Чарльз Текер (англ. Charles P. (Chuck) Thacker; 26 лютого 1943, Пасадена, США — 12 червня 2017, Пало-Альто, США) — американський вчений у галузі теорії обчислювальних систем, лауреат премії Тюрінга 2009 року.

## Біографія
Народився в Пасадені, штат Каліфорнія, 26 лютого 1943 року. У 1967 здобув ступінь бакалавра з фізики в Каліфорнійському університеті в Берклі. Разом із Батлером Лампсоном та іншими заснував «Berkeley Computer Corporation», де розробляли процесори і оперативну пам'ять. Оскільки ця корпорація виявилася комерційно успішною, засновники покидають проєкт і переходять в «Xerox Palo Alto Research Center».
Працював там же в 1970-х та 1980-х роках, де він обіймав посаду керівника проєкту в «Xerox Alto», був одним з винахідників Ethernet LA, а також брав участь у багатьох інших проєктах, в тому числі у розробці першого лазерного принтера.
У 1983 році Такер став одним із засновників науково-дослідницького центру «Digital Equipment Corporation»; у 1997 році приєднався до «Microsoft Research» Англія.
Після повернення в Сполучені Штати, Такер розробив апаратне забезпечення для компанії «Microsoft Tablet PC», на основі досвіду роботи над «Dynabook» в «Xerox PARC» .
Такер має звання почесного доктора наук Швейцарського федерального технологічного інституту і є технічним співробітником «Microsoft».

## Нагороди
- у 1994 році став науковим співробітником Асоціації обчислювальної техніки.
- у 1996 році став заслуженим випускником Каліфорнійського університету в Берклі у галузі комп'ютерних наук.
- у 2004 році отримав разом з Аланом С. Кей, Батлер У. Лампсоном і Робертом Тейлором премію Чарльза Старка Дрейпера.
- у 2007 році отримав медаль Джона фон Неймана
- у 2009 році отримав премію Тюрінга